# 열 전달 계수
열 전달 계수(熱傳達係數, 영어: Heat Transfer Coefficient)는 열역학, 기계공학, 화학공학 분야에서 유체와 고체 사이에 대류, 상전이 등을 통한 열전달을 계산하기 위해 쓰인다:
{\displaystyle h={\frac {q}{A\cdot \Delta T}}}
A = 열이 전달되는 평면, m2
h = 열 전달 계수, W/(m2K)
q = 들어오거나 나가는 열류(熱流), J/s = W
{\displaystyle \Delta T} = 고체 표면과 주변 유체의 온도 차이
앞선 식에서, 열 전달 계수는 열류에 비례하는 계수이다. 즉, 표면적 당 열류 q/A와 열의 이동에 관한 열역학적 추력(온도차, ΔT)에 비례한다.
열 전달 계수의 단위는, SI 단위로 W/(m2K)이다.

## 같이 보기
- 히트 싱크